# Upper Armley
Upper Armley – dzielnica miasta Leeds, w Anglii, w West Yorkshire, w dystrykcie metropolitalnym Leeds. Dzielnica liczy 8779 mieszkańców.